# Franco Sborgi
Franco Sborgi (Novi Ligure, 20 maggio 1944 – Genova, 31 ottobre 2013) è stato un critico d'arte italiano.

## Biografia
Sborgi si laureò a Genova, negli anni ’60, con Eugenio Luporini, ma svolse il suo vero tirocinio collaborando con Corrado Maltese, che a Luporini succedette nella cattedra di Storia dell'Arte Medievale e Moderna dell'ateneo genovese. Per alcuni anni insegnò nei corsi dell’Accademia Ligustica di Belle Arti, presso la quale - affiancando Gianfranco Bruno - contribuì ad organizzare la mostra sull'opera grafica di Boccioni (1968) e quella “Immagine per la città” (1972). Nel 1979 ottenne la cattedra di Storia dell’arte contemporanea, la prima presso l'Università di Genova e la terza in Italia. In seguito diresse il Dipartimento di Italianistica, Romanistica, Arti e Spettacolo dell'ateneo ligure, fondò l'Archivio d’Arte Contemporanea  (ADAC) e fu membro della consulta Universitaria nazionale per Storia dell'Arte.
Il suo principale campo di ricerca è stato quello della scultura, nel quale si colloca l'opera monumentale “La scultura a Genova in Liguria dalle origini al Novecento” (1987-89) nonché i numerosi studi sull’arte funeraria e sulla diffusione della scultura italiana in America Latina. 
Fu esperto del monumentalismo funerario genovese, e nella fattispecie del Cimitero monumentale di Staglieno e del contesto sociale in cui il complesso fu sviluppato. 
Né vanno dimenticati i suoi contributi sulla pittura ligure di area informale, oggetto di una mostra nel 1981. A Genova curò, presso Palazzo Ducale e il Museo di Villa Croce, le mostre “L’arte della libertà” (1995), "Futurismo. I grandi temi 1909-1944" (1997) e “Attraversare Genova” (2004). 

## Pubblicazioni
- Opere grafiche di Umberto Boccioni G. Lang, 1968
- Pittura neoclassica e romantica in Liguria, 1770-1860, 1975
- con Raffaella Firpo, Elisabetta Longari, Federica Lamera, Anna Costantini, Pietro Millefiore, Daniela Cuomo, Loredana Balocco: Nuovi aspetti del Realismo in Italia, 1960-1980: Aurelio Caminati, Mario Ceroli, Mimmo Rotella, Piero Terrone , 1983
- con Raffaella Firpo, Elisabetta Longari, Pietro Millefiore: Allosia , 1984
- I luoghi della memoria, 1985
- con Pietro Millefiore: Un'idea di Città. Sampierdarena nell'epoca del Liberty, 1986
- con Pietro Millefiore: Le arti figurative, in: Itinerari/parole e immagini, Einaudi, 1988
- Staglieno e la scultura funeraria ligure tra Ottocento e Novecento, Artema, 1997
- con Lecci Leo Garibaldi. Iconografia tra Italia e Americhe. Ediz. multilingue Silvana, 2008
- con Enrico Crispolti Futurismo. I grandi temi (1909-1944) Mazzotta. 1997
- con Chiara Castellari Materiali per Lo Studio Del Realismo in Italia Nel Dopoguerra De Ferrari, 2003
- con Gianfranco Bruno Arte Della Liberta: Antifascismo, Guerra E Liberazione in Europa, 1925-1945 Mazzotta 1995
- con Sandra Beresford, James Stevens Curl, Robert W. Fichter, Robert Freidus, Francesca Bregoli, Fred S. Licht Italian Memorial Sculpture 1820-1940: A Legacy Of Love Antique Collectors Club Ltd  2004
- con Rossana Bossaglia, Angela Tenca, Eugenio Baroni: 1880-1935 Bogliasco, 1990, De Ferrari
- Lorenzo Garaventa Tormena, 1992
- con Matteo Fochessati, Paola Musso Tanasini, Franco Ragazzi Aurelio Caminati: Opere Dal 1947 Al 1998 De Ferrari 1998
- Edoardo Alfieri: L'opera, 1929-1997 Mazzotta 1998
- con Maria Flora Giubilei e Franco Ragazzi Presenze Liguri Alle Biennali Di Venezia, 1895-1995: Genova, Palazzo Ducale, 5 ottobre-26 novembre 1995 Tormena 1995
- La scultura a Genova e in Liguria. Il Novecento, voi. IlI, Genova, Cassa di Risparmio di Genova e Imperia, 1989
- con Carla Cavelli Traverso Santo Varni scultore: (1807-1885) / [Testi di Franco Sborgi, Carla Emme, 1985